# Mesotype tangens
Mesotype tangens là một loài bướm đêm trong họ Geometridae.